# Schwabenbach (Elmstein)
Schwabenbach ist ein Ortsteil der im rheinland-pfälzischen Landkreis Bad Dürkheim liegenden Ortsgemeinde Elmstein.

## Lage
Der Ort liegt etwa zwei Kilometer nordöstlich der Kerngemeinde; nur wenige hundert Meter entfernt befindet sich der Ortsteil Harzofen. Schwabenbach selbst besteht lediglich aus einigen Häusern und ist komplett von Wald umgeben.

## Tourismus
Am nördlichen Siedlungsrand führt ein mit einem gelb-roten Balken gekennzeichneter Weg vorbei, der von der Burg Lichtenberg bis nach Wachenheim verläuft; unmittelbar westlich passiert ihn ein Wanderweg, der mit einem weiß-blauen Balken gekennzeichnet ist und von Bad Münster am Stein bis nach Sankt Germanshof führt.

## Geschichte
Um 1777 wurde der Weiler, der früher eine Waldarbeitersiedlung war, erstmals erwähnt.